# Roberto Menescal
Roberto Menescal (né le 25 octobre 1937 à Vitória, capitale de l'État d'Espírito Santo) est un chanteur, compositeur et  musicien brésilien, guitariste de jazz de formation, et qui a contribué à la fondation de la bossa nova.

## Discographie
- (2012) A Galeria do Menescal (BeBossa, Menescal e Wanda Sá) – Albatroz Music – CD
- (2011) United Kingdom of Ipanema Roberto Menescal convida Andy Summers  – Musiqueria – DVD
- (2010) Declaração (Roberto Menescal e Wanda Sá) –  Albatroz Music – CD
- (2008) Os Bossa Nova (Carlos Lyra, Roberto Menescal, Marcos Valle e João Donato) – Biscoito Fino – CD
- (2007) Bossa Jam (Roberto Menescal) – Albatroz Music – CD
- (2007) Swingueira (Wanda Sá e Roberto Menescal) – Albatroz Music – DVD
- (2006) Agarradinhos (Leila Pinheiro e Roberto Menescal – (Uma produção RWR \ Tacacá Music \ Bossa 58)  – CD e DVD
- (2005) Balansamba (Roberto Menescal) –  Albatroz Music – CD
- (2003) Eu e Cris (Roberto Menescal e Cris Delanno) – Albatroz – CD
- (2001) Brasilidade (Roberto Menescal e Bossacucanova) – Ziriguiboom – CD
- (2001) Bossa entre amigos (Wanda Sá, Roberto Menescal e Marcos Valle) – Albatroz – CD
- (2001) Bossa entre amigos  – CID – DVD
- (2001) 40 anos cheio de Bossa – CID – DVD
- (2000) A música brasileira deste século por seus autores e intérpretes – Roberto Menescal (Roberto Menescal) – Sesc/SP – CD
- (2000) Bossa evergreen (Roberto Menescal) – Albatroz – CD
- (1998) Estrada Tokyo-Rio (Wanda Sá e Roberto Menescal) – Albatroz – CD
- (1997) Uma mistura fina (Wanda Sá, Roberto Menescal e Miele) – Albatroz – CD
- (1995) Eu e a música (Wanda Sá e Roberto Menescal) – CID – CD
- (1992) Ditos & Feitos (Roberto Menescal) – WEA – CD
- (1991) Roberto Menescal (Roberto Menescal) – WEA – CD
- (1985) Um cantinho, um violão (Nara Leão e Roberto Menescal) – Philips - LP 824 414-1[1]
- (1969) O Conjunto de Roberto Menescal (Roberto Menescal) – Forma
- (1968) A nova bossa de Roberto Menescal (Roberto Menescal) – Elenco – LP
- (1966) Surf Board – Roberto Menescal e seu Conjunto (Roberto Menescal) – Elenco – LP
- (1966) Bossa nova – Roberto Menescal e seu Conjunto (Roberto Menescal) – Imperial – LP
- (1964) Bossa session (Silvinha Telles, Lúcio Alves e Roberto Menescal e seu Conjunto) – Elenco – LP
- (1963) A bossa nova de Roberto Menescal e seu Conjunto (Roberto Menescal) – Elenco – LP
- (1959) Bossa é bossa (Roberto Menescal) – Odeon – Compacto simples